# نماذج المخاطر التناسبية
نماذج المخاطر التناسبية هي فئة من نماذج تحليل البقاء في الإحصاء. تربط نماذج البقاء الوقت الذي يمر، قبل وقوع حدث ما، بمتغير واحد أو أكثر قد يرتبط بهذه الكمية من الوقت. في نموذج المخاطر التناسبية، يكون التأثير الفريد لزيادة الوحدة في المتغير المشترك مضاعفًا فيما يتعلق بمعدل الخطر. على سبيل المثال، قد يؤدي تناول دواء ما إلى خفض معدل خطر الإصابة بالسكتة الدماغية إلى النصف، أو قد يؤدي تغيير المادة التي يتكون منها المكون المصنع إلى مضاعفة معدل خطر الفشل. لا تظهر الأنواع الأخرى من نماذج البقاء مثل نماذج وقت الفشل المتسارع مخاطر متناسبة. يصف نموذج وقت الفشل المتسارع الحالة التي يتم فيها تسريع (أو تباطؤ) تاريخ الحياة البيولوجية أو الميكانيكية لحدث ما.

## خلفية
يمكن النظر إلى نماذج البقاء على أنها تتكون من جزأين: دالة الخطر الأساسية الأساسية، والتي يُشار إليها غالبًا{\displaystyle \lambda _{0}(t)} بوصف كيفية تغير خطر الحدث لكل وحدة زمنية بمرور الوقت عند مستويات خط الأساس للمتغيرات المشتركة؛ ومعلمات التأثير، التي تصف كيفية اختلاف الخطر في الاستجابة للمتغيرات المشتركة التوضيحية. قد يتضمن المثال الطبي النموذجي المتغيرات المشتركة مثل تعيين العلاج، بالإضافة إلى خصائص المريض مثل العمر عند بداية الدراسة والجنس ووجود أمراض أخرى في بداية الدراسة، من أجل تقليل التباين و/أو التحكم في الإرباك.
تنص حالة المخاطر النسبية على أن المتغيرات المشتركة ترتبط بشكل مضاعف بالخطر. في أبسط حالة للمعاملات الثابتة، على سبيل المثال، قد يؤدي العلاج بدواء إلى تقليل خطر الشخص إلى النصف في أي وقت محدد {\displaystyle t}، في حين أن الخطر الأساسي قد يختلف. لاحظ مع ذلك، أن هذا لا يضاعف عمر الموضوع؛ يعتمد التأثير الدقيق للمتغيرات المشاركة على العمر على نوع المادة {\displaystyle \lambda _{0}(t)}.
لا يقتصر المتغير المشترك على المتنبئين الثنائيين؛ في حالة المتغير المشترك المستمر {\displaystyle x}، يُفترض عادةً أن الخطر يستجيب بشكل كبير؛ كل وحدة زيادة في x تؤدي إلى تحجيم متناسب للخطر.